# Port lotniczy Tokmok
Port lotniczy Tokmok – port lotniczy położony we mieście Tokmok, stolicy obwodu czujskiego w Kirgistanie.